# 爱德华·斯特列尔佐夫
爱德华·阿纳托利耶维奇·斯特列尔佐夫（俄语：Эдуа́рд Анато́льевич Стрельцо́в，羅馬化：Eduard Anatolyevich Streltsov，1937年7月21日—1990年7月22日），苏联足球运动员，曾作为前锋代表莫斯科鱼雷足球俱乐部和苏联国家队参加比赛。
斯特列尔佐夫被认为是苏联最优秀的运动员之一，他也赢得了“俄罗斯贝利”的昵称。英国作家乔纳森·威尔逊称他为“俄罗斯培养出的最伟大球员”，而苏联作家亚历山大·尼林说“这是一个从奇迹之地来到我们中间的男孩”。这位强大和娴熟的进攻球员率先创新出诸如脚后跟传球等足球技术动作。而脚后跟传球这一技术动作在俄罗斯更被人称为“斯特列尔佐夫传球”。尽管他有八年缺席国际足球比赛但在苏联国家足球队中的进球数仍位列第四。

## 简介
1953年，年仅16岁的斯特列尔佐夫离开佛雷则工厂队加入到鱼雷俱乐部，两年后首次亮相于国际赛场并以队员的身份夺取1956年墨尔本奥运会男子足球比赛的金牌。1957年在西欧体育记者投票评选欧洲足球先生的活动中斯特列尔佐夫名列第七，但他原本有希望的职业生涯却因20岁时被判强奸罪而中断，并迫使他在古拉格式的劳动集中营服刑五年。
1958年斯特列尔佐夫被指控强奸了20岁的女性玛莲娜·列别杰娃。在被告知如果他认罪就将被允许参加1958年世界杯的条件后，尽管针对他的证据尚无定论斯特列尔佐夫对犯罪事实供认不讳。原本需要12年的劳动集中营服刑在第五年结束，并在两年后重返莫斯科鱼雷俱乐部恢复他的足球生涯。在斯特列尔佐夫回归后的第一个赛季，鱼雷俱乐部夺得了俱乐部历史上的第二个苏联足球超级联赛冠军。1966年斯特列尔佐夫重返苏联国家队，两年后随俱乐部赢得苏联杯，1967年和1968年两次取得苏联足球先生的称号。
1970年斯特列尔佐夫退役，1990年7月逝世于莫斯科。1996年鱼雷足球俱乐部将其主场所在的体育场重新命名为“爱德华·斯特列尔佐夫体育场”以示纪念，次年俄罗斯足协以他的名字命名了俄罗斯足球的最高个人荣誉。1998年在莫斯科卢日尼基奥林匹克体育中心前树立了一座斯特列尔佐夫的雕像。1999年鱼雷足球俱乐部也在其体育场前树立了一座斯特列尔佐夫的雕像。

## 早年生活
爱德华·阿纳托利耶维奇·斯特列尔佐夫于1937年7月21日出生在莫斯科东郊的Perovo。他的父亲阿纳托利·斯特列尔佐夫是一位前线军队的侦察参谋，他在第二次世界大战后没有返家而是选择了独自定居于基辅。斯特列尔佐夫是由在弗雷泽切削工具厂工作的母亲Sofia Frolovna一人抚养长大的，因此斯特列尔佐夫有一个温和的成长环境，在踢足球时展现出足球天赋，莫斯科斯巴达克足球俱乐部是他儿时就开始追随并喜爱的球队。
弗雷泽切削工具厂从他青少年时就认可了他的足球天赋：斯特列尔佐夫在13岁时成为弗雷泽厂队最年轻的队员。3年后的1953年，在一场由弗雷泽厂队和莫斯科鱼雷足球俱乐部青年队之间组织的友谊赛中，斯特列尔佐夫给当时鱼雷队的教练瓦西里·普鲁沃诺夫留下了深刻的印象，在与瓦西里·普鲁沃诺夫结识之后离开了弗雷泽厂队前往鱼雷队效力。

## 职业生涯

### 早期职业生涯
年仅16岁的斯特列尔佐夫在1954赛季完成了代表鱼雷的首次出场，他出站了整个赛季的全部比赛并打入4粒进球。赛季结束球队排名第9位，相比上赛季下降了3位。在第二个赛季斯特列尔佐夫成为了联赛最多产的射手，在22场联赛中打入15粒进球并且他所在的球队名次也上升到了第四位。在同年联赛进行到一半时斯特列尔佐夫被首次选入苏联国家队。1955年6月26日在瑞典斯德哥尔摩同瑞典的友谊赛中他代表国家队首次出场参赛，并在这场比赛的上半场45分钟时间内完成了帽子戏法，最终以6-0的比分大胜瑞典队。他代表国家队的第二次出场是在主场对印度队的友谊赛，他再次完成帽子戏法独中三元。1956年初在匈牙利进行的与法国队的比赛中，斯特列尔佐夫再进一球，至此他已在代表苏联参加的4场比赛中打入7粒进球。1956年4月在同丹麦队的比赛中打入一球后，斯特列尔佐夫错过了三场国际比赛，直到当年9月才参加了在客场2-1战胜西德的比赛并在上场后三分钟内踢进一球。1956赛季，斯特列尔佐夫继续为鱼雷队在联赛中定期得分，共有12粒联赛入球，但在1956年11月斯特列尔佐夫随苏联队前往墨尔本参加1956年夏季奥林匹克运动会的男足比赛前，苏联队遭遇了两连败。11月15日在以16-2的大比分战胜澳大利亚队的非正式比赛中斯特列尔佐夫踢进三球，9天后在奥运会对阵德国联队的第一场比赛中斯特列尔佐夫打进了致胜的一球。在四分之一决赛中苏联队通过重赛战胜了印度尼西亚队，半决赛中遭遇到保加利亚队。

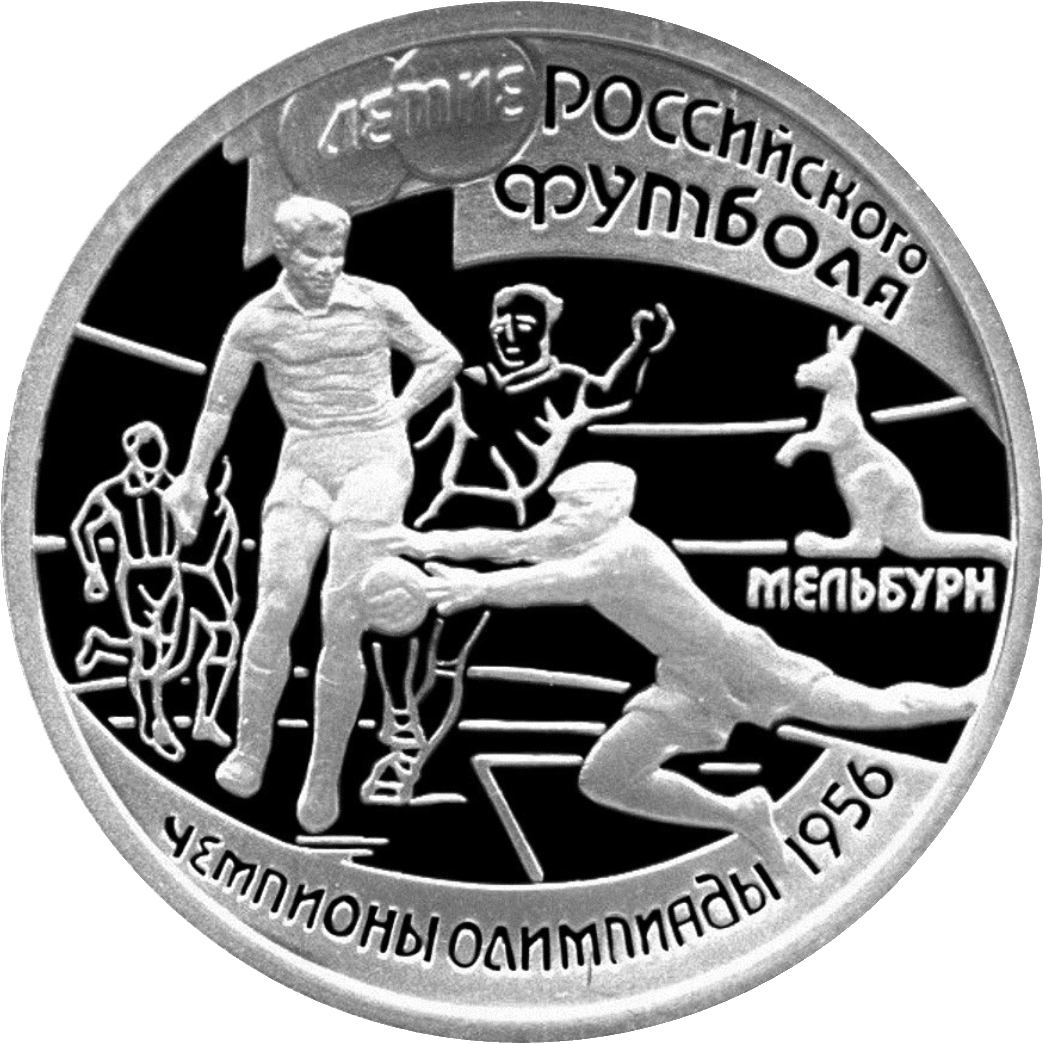
在1997年发行的“俄罗斯足球百年”系列纪念币中的一枚1卢比硬币，以纪念苏联队夺得1956年奥运会男足金牌。

与保加利亚队的半决赛90分钟以0-0结束，当时苏联队的后卫尼古拉·季先科和当时斯特列尔佐夫在鱼雷俱乐部的队友前锋瓦连京·科兹米奇·伊万诺夫均已受伤，苏联队不得不以9人应战而且保加利亚队在加时赛中率先进球得分，但之后斯特列尔佐夫的表现用记者乔纳森·威尔逊描述为“华丽的”，他先在第112分钟时打入扳平比分的一球又在4分钟后助攻莫斯科斯巴达克斯队的鲍里斯·塔图申踢进致胜的一球。由于球队的领队加夫里尔·卡恰林认为决赛时球队的两位前锋应该是俱乐部的同队队友，而斯特列尔佐夫的俱乐部队友瓦伦丁·伊万诺夫已经受伤无法再参加决赛，因而使得斯特列尔佐夫无缘对阵南斯拉夫队的决赛。尼基塔·西蒙尼扬上场取代了斯特列尔佐夫的位置。在苏联队以1-0战胜南斯拉夫取得金牌后，西蒙尼扬想把自己取得的金牌送给斯特列尔佐夫，但遭到他的拒绝并且对西蒙尼杨说：“尼基塔，我会赢得许多其他奖牌的。”斯特列尔佐夫在当年的欧洲足球先生的评选中获得两票。
斯特列尔佐夫在1958年世界杯预选赛对阵波兰队的淘汰赛中打入一球帮助苏联队以2-0赢得比赛并取得1958年世界杯的参赛资格。在俱乐部层面，斯特列尔佐夫在1957年赛季的15场联赛中打入12粒进球。然而莫斯科鱼雷足球俱乐部在此之前从未染指苏联联赛的冠军而且传统上一直被同城对手中央陆军、迪纳摩和斯巴达克斯所压制，最终只得到当年苏联顶级联赛。斯特列尔佐夫在1957赛季末的欧洲足球先生的评选中名列第7，获得了12票。在1958年这个世界杯决赛年的年初，斯特列尔佐夫的国际比赛记录为参加20场比赛踢进18粒球。在1958赛季的苏联顶级联赛的前8场比赛中斯特列尔佐夫打入5球，并参加了1958年5月18日苏联队与英格兰队在莫斯科的友谊赛，比赛最终以1-1结束。

### 强奸罪

#### 指控
斯特列尔佐夫在足球场外的以风流、大量饮酒和生活奢侈而闻名，而且他留着英国20世纪50年代的男阿飞式的发型。这些特点使得他这个俱乐部和国家队的关键球员给政界人士造成了一种印象，用威尔逊的话说就是“斯特列尔佐夫太过于是个名人了”。而他与斯维特拉娜·福尔采娃之间所谓的男女关系也使得这个问题尖锐化。斯维特拉娜·福尔采娃是叶卡捷琳娜·福尔采娃的16岁女儿，而叶卡捷琳娜·福尔采娃则是苏共中央政治局历史上的第一位女委员。当叶卡捷琳娜·福尔采娃1957年初在克里姆林宫举办的一场庆祝苏联运动员从1956年奥运会凯旋的舞会上见到斯特列尔佐夫后，她的女儿便为这位19岁的鱼雷队前锋所着迷。叶卡捷琳娜·福尔采娃向斯特列尔佐夫暗示应该与她的女儿结婚，对此斯特列尔佐夫的回应是：“我已经有未婚妻了，我不会和她（指斯维特拉娜）结婚的。”虽然是处于醉酒状态，他还是被人听到他说“我永远不和那只猴子结婚”和“我宁可被绞死也不会和那种女孩结婚”的话（这两段话都被报道过），这些话使福尔采娃这位与苏共中央委员会总书记尼基塔·赫鲁晓夫关系密切的女委员倍感羞辱。
在参加1956年奥运会前斯特列尔佐夫已经与Alla Demenko秘密订婚，在准备1957赛季的中途于1957年2月25日正式结婚。苏联足协批评斯特列尔佐夫和他所在的俱乐部把过多的时间用于举办婚礼。随鱼雷俱乐部游历海外期间斯特列尔佐夫引起了法国和瑞典一些俱乐部的兴趣，此后苏联共产党似乎也对他产生了不信任，将他视为潜在的叛逃者。在苏共关于他的个人档案文件中有这样的评价：“根据一个可靠的消息来源，斯特列尔佐夫在1957年曾对他的朋友说过他在游历国外后对回国感到遗憾。”1957年4月在敖德萨参见的一场足球比赛中他被红牌罚下，随后苏联官方的体育报纸《苏联体育》发表了一篇关于他的文章题为“这不是一位英雄”并刊登了一些据称是由无产阶级群众写的信件，信中将斯特列尔佐夫描述成一个“西方帝国主义邪恶分子”的实例。

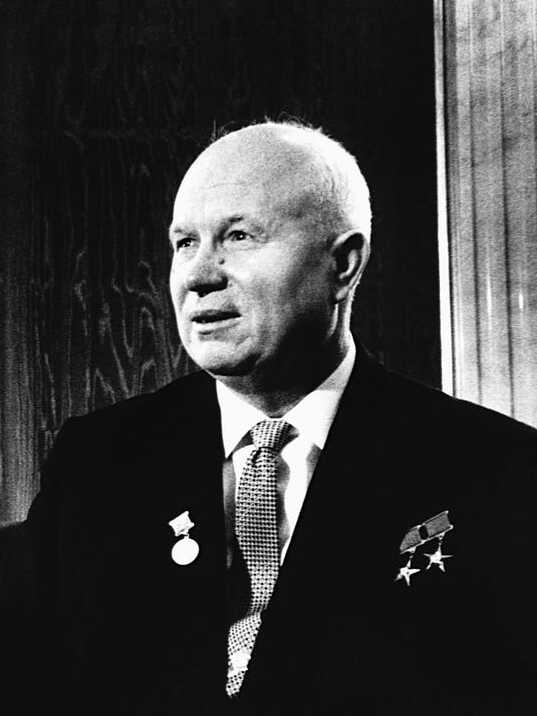
1961年时的苏共中央总书记尼基塔·赫鲁晓夫。根据苏联国家队教练加夫里尔·卡恰林的说法，赫鲁晓夫亲自介入了斯特列尔佐夫的强奸案。

1958年5月18日斯特列尔佐夫在苏联队为当年的世界杯与英格兰队在莫斯科的热身赛中登场，这是他因强奸罪被捕前参加的最后一场比赛。赛后斯特列尔佐夫受邀参加苏联军官爱德华·卡拉哈诺夫在一周后的5月25日举办的派对。 当时斯特列尔佐夫和其余的苏联队队员正在莫斯科郊外Tarasovka的世界杯赛前训练营中，球队在25日当天并未放假。当天训练结束后，队员们必须于下午4:30在迪纳摩体育场向当局报道，然而斯特列尔佐夫和两名效力于斯巴达克俱乐部的国家队队友米哈伊尔·奥贡科夫和鲍里斯·塔图申无视这一规定执意前往参加派对。派对在卡拉哈诺夫的达恰中举办，20岁的玛莲娜·列别杰娃也参加了这一派对，在此之前斯特列尔佐夫从未见过此人。次日早晨，斯特里尔佐夫、奥贡科夫和塔图申被逮捕并以强奸玛莲娜·列别杰娃的罪名受到起诉。
记者凯文·奥弗林写道此事时说，由于在派对上大量饮酒，指向斯特列尔佐夫的证据即使是来自列别杰娃的证据都是是混乱和矛盾的。但苏联国家队的教练加夫里尔·卡恰林在斯特列尔佐夫去世前不久申称受到来自苏共高层的命令不能帮助他；卡恰林说警察告诉他，受到怀恨在心的福尔采娃的鼓动，赫鲁晓夫亲自介入了此事。据当时是斯特列尔佐夫苏联国家队队友的尼基塔·西蒙尼杨在2006年所说，斯特列尔佐夫致信给他的母亲说“他为别人的过失承担了责任”。西蒙尼杨说，斯特列尔佐夫并没有和列别杰娃睡在一起，而且他不相信他俩之间的见面是事先安排的，但他不确定斯特列尔佐夫是否强奸了他。西蒙尼扬提出，本是两厢情愿的性行为被当局扭曲成了一起强奸案。西蒙尼杨说这是当局恶意针对这位鱼雷队的前锋。然而在采访中西蒙尼杨展示了一些列别杰娃和斯特列尔佐夫受审时的照片，包括一张显示斯特列尔佐夫被抓伤后留下的三条从鼻子到颧骨的平行条痕。“这些照片有被篡改的可能或者这些伤痕是后来造成的，”威尔逊评论道，“但苏联的司法机关很少需要确凿的证据。”在指控成立后不久，与斯特列尔佐夫结婚才一年的妻子Alla申请离婚。除了斯特列尔佐夫外，其他两位队友奥贡科夫和塔图申以目击者的身份出席了审判。

### 获释重返足坛

#### 业余比赛

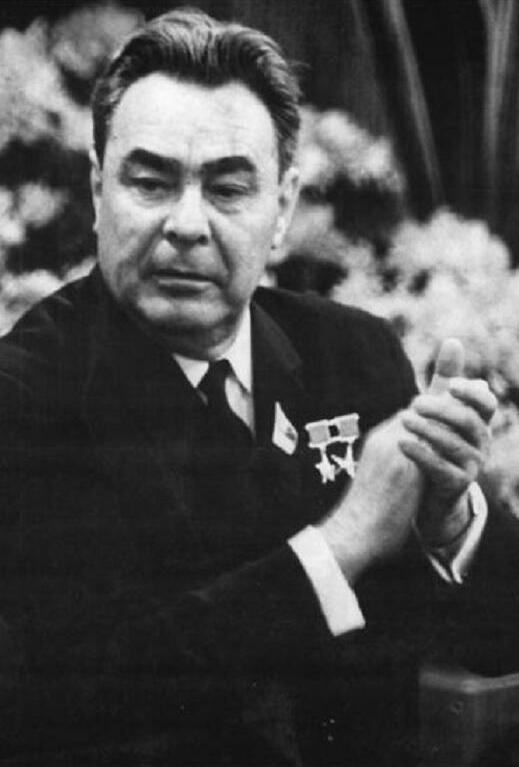
苏联共产党中央委员会总书记列昂尼德·勃列日涅夫（拍摄于1967年）帮助斯特列尔佐夫重返职业足坛。

斯特列尔佐夫于1963年2月4日获释，他的12年徒刑在第五年开始时结束。由于他被禁止参加职业比赛，他开始将大部分时间用于在生产汽车的ZiL工厂的工作以及在工厂附属技术学院学习汽车工程。由于未能弥合与前妻Alla的关系，在1963年9月他与赖莎·米哈伊洛芙娜结婚。随后开始在工厂的业余队中踢球，这使得他不论在主场还是客场都能吸引大量观众前来观看。当1964赛季Zil工厂的业余队前往高尔基参加客场比赛时，教练收到上层下达的指令不许斯特列尔佐夫上场。但当上半场的比赛开始后观众们马上注意到了这个状况，他们开始闹事并威胁要烧毁体育场，同时高呼斯特列尔佐夫的名字。担心愤怒的人群真的实施行动，高尔基工厂的主管命令ZiL队的教练在下半场将斯特列尔佐夫派上场。这名曾经的古拉格囚犯一踏入场地就收到了观众们的起立欢呼。
拥有斯特列尔佐夫的ZiL厂队在厂队业余联赛中赢得了全部11场比赛排名第一。虽然斯特列尔佐夫未被允许代表鱼雷足球俱乐部出场比赛，但他参加了老东家整个赛季的比赛。1964年10月，赫鲁晓夫苏共第一书记的职务被列昂尼德·勃列日涅夫取代，勃列日涅夫上任后不久收到一个有数万人署名的签名信，签名者中包括苏联社会主义劳动英雄以及国家和地区最高苏维埃成员。信中要求撤销对斯特列尔佐夫参加职业比赛的禁令。一些党员对此持谨慎的态度，他们担心包括斯特列尔佐夫在内的鱼雷俱乐部队员定期前往西欧会造成国际事件，但勃列日涅夫废除了这项禁令，并认为作为一个自由人的斯特列尔佐夫有能力发挥他受过训练的专长。1965赛季斯特列尔佐夫获准回到鱼雷俱乐部。

#### 重返职业比赛
斯特列尔佐夫的回归收到他支持者们的热烈欢迎。虽然在禁赛期间他的力量和敏捷性有所失去，但他的球商得到完整保留；在当年回归后出场的26场联赛中打入12粒进球并帮助鱼雷俱乐部赢得1965年苏联顶级联赛冠军。这是鱼雷俱乐部第二次获得联赛冠军，上次夺冠是在五年前，当时斯特列尔佐夫仍在服刑中。在赛季末苏联足球先生的投票评选中仅落后于鱼雷俱乐部的队友瓦列里·沃罗宁位列第二。1966年9月28日斯特列尔佐夫首次代表俱乐部出战洲际赛事，在欧洲冠军联赛中客场1-0击败国际米兰。他被召回苏联国家队参加1966年10月16日主场2-0击败土耳其队的比赛。一周后在与东德打成2-2平局的比赛中踢入回归后的第一粒国家队进球。两周之后又在1-0客场击败意大利的比赛中登场。1966年所在的鱼雷俱乐部打进苏联杯的决赛，但在决赛中2-0负于迪纳摩队。在1966赛季的顶级联赛中追平了个人之前的联赛进球记录。
在接下来的几年中斯特列尔佐夫重新确立了自己在国家队的主力位置。从1967年5月在格拉斯哥客场对阵苏格兰队的友谊赛以2-0获胜开始，他在连续八场苏联国家队的比赛中上场，并且在这些比赛中打入两球，一球是在1967年6月3日于巴黎4-2取胜法国队的比赛中打进的，另一球是在1967年6月11日的欧锦赛资格赛主场4-3击败奥地利的比赛中打入。虽然在1967年8月30日与芬兰队的1968年欧锦赛资格赛中失去了首发的位置并随后错过了三场国家队比赛，但在10月8日客场对保加利亚的友谊赛中重新首发，并为苏联队踢进扳平比分的一球使苏联队终以2-1击败对手。在1967年余下的国家队比赛中始终保持首发，并在当年12月17日客场对智利队的比赛中上演帽子戏法。虽然1967赛季斯特列尔佐夫仅有6粒联赛入球，创下了他在1954年进入职业足坛以来最少的赛季进球数，但在该赛季终仍被选为1967年的苏联足球先生。
1968年斯特列尔佐夫落选了苏联队的前三场比赛。在1968年4月主场击败比利时队的友谊赛中斯特列尔佐夫上场并表现出色，之后在1968年5月4日苏联队负于匈牙利队的1968年欧锦赛四分之一决赛的第一回合比赛中最后一次代表苏联国家队出场。一周后苏联队在没有斯特列尔佐夫的情况下在莫斯科以3-0击败匈牙利队，以总比分的优势取得决赛资格。自此之后斯特列尔佐夫被排除在国家队的比赛阵容之外，再也没有为苏联队出场效力。在他最后一次为国家队上场后，他的国际赛事记录定格为出场比赛38次并打入25粒进球。1968赛季他所在的鱼雷俱乐部在决赛中以1-0击败乌兹别克的塔什干棉农队捧起苏联杯冠军。1968年斯特列尔佐夫在联赛中打进21粒入球创下他职业生涯的单赛季最多进球数并蝉联苏联足球先生。但在1969赛季开始前他被撤回中场并且未在他个人最后两个赛季出场的23场比赛中有入球进账。1970年，33岁的斯特列尔佐夫退役。最终他在鱼雷俱乐部的联赛纪录定格在：参赛222场并打入99球。

## 荣誉和成就

### 莫斯科鱼雷足球俱乐部
冠军
- 苏联足球超级联赛：1965[7]
- 苏联杯：1968[7]

亚军
- 苏联足球超级联赛：1957[7]
- 苏联杯：1966[7]

### 国际比赛
- 1955–68: 38次出场，25粒进球[22]
- 夏季奥运会金牌： 1956[3]

### 个人荣誉
- 苏联足球先生：1967[20]、1968[20]
- 苏联足球超级联赛最佳射手：1955（22场比赛15粒进球）[8]
- 欧洲足球先生：第十三名（1956年）[11]，第七名（1957）[3][12]